# On Bended Knee
"On Bended Knee" là một bài hát của nhóm ca R&B người Mỹ Boyz II Men nằm trong album phòng thu thứ hai của họ, II (1994). Sau thành công vượt trội của "I'll Make Love to You", nó được phát hành như là đĩa đơn thứ hai trích từ album vào ngày 1 tháng 11 năm 1994 bởi Motown Records. Được viết lời và sản xuất bởi bộ đôi Jimmy Jam & Terry Lewis, bài hát đạt vị trí số một trên bảng xếp hạng Billboard Hot 100 trong 6 tuần không liên tiếp, trở thành đĩa đơn quán quân thứ tư của nhóm tại Hoa Kỳ. Trên thị trường quốc tế, "On Bended Knee" đứng đầu bảng xếp hạng ở Canada và lọt vào top 10 ở Úc và New Zealand.
Đĩa đơn cũng thiết lập một kỷ lục với việc thay thế vị trí quán quân của "I'll Make Love to You" trên Hot 100, giúp Boyz II Men trở thành nghệ sĩ đầu tiên kể từ The Beatles và Elvis Presley làm được điều này.

## Danh sách bài hát
Đĩa CD maxi tại Hoa Kỳ
1. "On Bended Knee" (Human Rhythm phối lại) - 5:29
2. "On Bended Knee" (Swingamix) - 5:26
3. "On Bended Knee" (bản LP) - 5:29
4. "On Bended Knee" (Human Rhythm phối lại không lời) - 5:29
5. "I'll Make Love To You" (phối lại) - 4:33

Đĩa than, 12", quảng cáo tại Hoa Kỳ
- A1 "On Bended Knee" (Human Rhythm phối lại chỉnh sửa) - 4:18
- A2 "On Bended Knee" (Human Rhythm phối lại) - 5:29
- A3 "On Bended Knee" (Swingamix) - 5:26
- B1 "On Bended Knee" (Swingamix chỉnh sửa) - 4:24
- B2 "On Bended Knee" (bản LP) - 5:29
- B3 "On Bended Knee" (Human Rhythm phối lại không lời) - 5:29
- B4 "On Bended Knee" (bản acapella) - 5:05

Đĩa than, 12", quảng cáo tại Pháp
- A "On Bended Knee" (bản album) - 5:29
- B1 "On Bended Knee" (Radio chỉnh sửa) - 4:33
- B2 "Thank You" (Untouchable Mix) - 5:48

Đĩa CD tại Đức
1. "On Bended Knee" (Radio chỉnh sửa) - 4:33
2. "End Of The Road" (Pop Edit) - 3:39

Đĩa CD maxi tại châu Âu
1. "On Bended Knee" (Radio chỉnh sửa) - 4:33
2. "On Bended Knee" (bản LP) - 5:29
3. "End Of The Road" (bản pop chỉnh sửa) - 3:39
4. "Final Del Camino" (End Of The Road, bản tiếng Tây Ban Nha) - 5:50

## Xếp hạng
| Bảng xếp hạng (1994-1995)                | Vị trí cao nhất |
| ---------------------------------------- | --------------- |
| Úc (ARIA)                                | 7               |
| Bỉ (Ultratop 50 Flanders)                | 20              |
| Canada (RPM)                             | 1               |
| Pháp (SNEP)                              | 34              |
| Đức (GfK)                                | 63              |
| Ireland (IRMA)                           | 24              |
| Hà Lan (Single Top 100)                  | 21              |
| New Zealand (Recorded Music NZ)          | 4               |
| Scotland (OCC)                           | 57              |
| Anh Quốc (OCC)                           | 20              |
| Hoa Kỳ Billboard Hot 100                 | 1               |
| Hoa Kỳ Adult Contemporary (Billboard)    | 8               |
| Hoa Kỳ Hot R&B/Hip-Hop Songs (Billboard) | 2               |
| Hoa Kỳ Pop Airplay (Billboard)           | 1               |
| Hoa Kỳ R&B/Hip-Hop Airplay (Billboard)   | 1               |
| Hoa Kỳ Rhythmic (Billboard)              | 1               |

| Bảng xếp hạng (1995)       | Vị trí |
| -------------------------- | ------ |
| Australian Singles Chart   | 79     |
| Canadian RPM Singles Chart | 12     |
| U.S. Billboard Hot 100     | 5      |

| Bảng xếp hạng (1990–99)   | Vị trí |
| ------------------------- | ------ |
| New Zealand Singles Chart | 400    |
| Billboard Hot 100         | 14     |

## Chứng nhận
| Quốc gia                                                                           | Chứng nhận | Số đơn vị/doanh số chứng nhận |
| ---------------------------------------------------------------------------------- | ---------- | ----------------------------- |
| Úc (ARIA)                                                                          | Vàng       | 35.000^                       |
| New Zealand (RMNZ)                                                                 | Vàng       | 5.000*                        |
| Hoa Kỳ (RIAA)                                                                      | Bạch kim   | 1.000.000^                    |
| * Chứng nhận dựa theo doanh số tiêu thụ. ^ Chứng nhận dựa theo doanh số nhập hàng. |            |                               |